# 夢の迷い道で
「夢の迷い道で」（ゆめのまよいみちで）は、石井竜也の曲。「シルエット・ロマンス」との両A面シングル『夢の迷い道で/シルエット・ロマンス』が13枚目のシングルとして2003年2月26日に発売され、同年4月23日発売のアルバム『nipops』にも収録された。

## 解説
「自分の歌声がだんだん好きになって来ていることに気付いた」2002年頃に作り上げた曲。本曲のミュージック・ビデオは、石井と同じ黒ずくめの衣装を着た少年が登場、「大人になり、いろんなことを知りすぎて迷う」という心を描いたもの。

## 夢の迷い道で/シルエット・ロマンス

### 解説
大橋純子のカヴァー曲「シルエット・ロマンス」との両A面。アルバム『nipops』シリーズ第1弾シングル。

### リリース変遷
当初レーベルゲートCDとして発売。次にレーベルゲートCD2で2004年7月7日再発売。その後ソニーのレーベルゲートCD・レーベルゲートCD2撤退に伴い、2005年7月27日CD-DAで再々発売。

### シングル収録曲
1. 夢の迷い道で
作詞・作曲：石井竜也　編曲：光田健一
2. シルエット・ロマンス
作詞：来生えつこ　作曲：来生たかお　編曲：渡辺善太郎
大橋純子の代表曲。作曲者・来生たかおを含め、他にも数多の歌手によってカヴァーされている。石井曰く「最高の歌唱力と力強い声量が印象的過ぎて、この曲を歌うのには相当な覚悟がいった」とのこと[1]。

## 楽曲の収録作品
| 曲名                 | 収録アルバム/PV集                | 発売日         | 備考                                        |
| -------------------- | -------------------------------- | -------------- | ------------------------------------------- |
| 夢の迷い道で         | 『nipops』                       | 2003年4月23日  | 6thオリジナルアルバム                       |
| 夢の迷い道で         | 『super nipops』                 | 2003年5月21日  | 6thオリジナル・アルバム・アップグレード盤   |
| 夢の迷い道で         | 『石 〜Best of Best〜』          | 2005年10月12日 | 1stベスト・アルバム                         |
| 夢の迷い道で         | 『Tatuya Ishii Symphony Dreams』 | 2007年5月30日  | ライブDVDボックス（MVを特典映像として収録） |
| シルエット・ロマンス | 『nipops』                       | 2003年4月23日  | 6thオリジナル・アルバム                     |
| シルエット・ロマンス | 『super nipops』                 | 2003年5月21日  | 6thオリジナル・アルバム・アップグレード盤   |